# Hald Sø
Hald Sø er en dansk sø syd for Viborg i Jylland. Det er Danmarks tredjedybeste sø med en dybde på 31 m er kun overgået af Ravnsø (34 m) og Furesøen (38 m). Hvert sekund forsynes søen med 1000 liter vand fra mange små og store kilder. Hald Sø-området blev fredet i 1942.
Der er en udstilling om søen og dens omgivelser i en lade på Hald Hovedgård.

## Historie
Da gletsjere fra Norge og Østersøegnene mødtes under sidste istid, blev det meget kuperede terræn ved Hald sø udformet. Hele den sydlige og østlige side af søen er omkranset af dybe skrænter, og det er ikke kun på søens bund at der er store højdeforskelle. Ved Skelhøje lige syd for søen når terrænet en højde på over 80 meter over havet.
Dalens historie menes i dag at være endnu ældre end istiderne, og der sås tvivl omkring de første antagelser af at søens udformning skyldtes smeltevandsløb under sidste istid. I stedet menes det, at der i den gamle, dybe dal har ligget en stor klump is, som smeltevandsstrømmene har løbet oven på, også kaldet "dødis".
Området er også interessant som følge af begivenheder i historisk tid. Hærvejen passerede søen, formentlig på vestsiden, på sin vej ned gennem Midtjylland fra Viborg. I middelalderen har der derfor været megen aktivitet i området. Skt. Margrethes Kapel på østsiden og Hald Hovedgård er begge bygget i middelalderen, og den dag i dag kan man se borgresterne af både Niels Bugges Hald (ca. 1350) og det genetablerede borgtårn ved Jørgen Friis' Hald (år 1528).

## Rensningen af Hald sø
I midten af 1980'erne konstaterede man flere store problemer i den fredede sø. De kunne alle føres tilbage til to hovedårsager: På den ene side en grøn algesuppe og et iltsvind ved bunden hver sommer. Og på den anden side en alt for stor tilførsel af næringsstoffer (især fosfor) gennem flere år.
Myndighederne valgte i første omgang den løsningsmodel, som angreb hovedårsagen, fosforforureningen. Spildevandet fra Skelhøje og Dollerup blev ført uden om søen, fire dambrug blev opkøbt og nedlagt og alle udledninger fra landbrug i søens opland blev stoppet.
Dernæst gik man løs på iltsvindet, som fastholdt søen i en ond cirkel. Fra et iltningsanlæg ved sydenden af søen føres der flydende ilt ud til de dybeste steder i søen. Herfra sendes ilten op gennem vandet som bittesmå bobler. Langt det meste opløses allerede i bundvandet, og 95% er opløst, inden det når overfladen. Ved hjælp af den kunstigt tilførte ilt fik man igen skaffet luft til de bundlevende dyr, og desuden fik man bundet fosforpuljen kemisk til bundlaget.
Man havde regnet med, at det højst blev nødvendigt at give Hald sø ilt i cirka 10 år, men søen har stadig brug for hjælp hver sensommer. Behovet er dog blevet væsentligt mindre, og der iltes kun i efteråret, hvor iltindholdet i bundvandet er lavt.
56°23′N 9°22′Ø / 56.383°N 9.367°Ø
|  | Infoboks uden skabelon Denne artikel har en infoboks dannet af en tabel eller tilsvarende. |